# Swedbank
Сведбанк (Swedbank) — один из крупнейших банков Швеции. Кроме этого банк работает также на территории стран Балтии. Акции банка включены в листинги фондовой биржи OMX Nordic Exchange в Стокгольме в секторе компаний с высоким уровнем капитализации (Large Cap segment).

## История
Банк образовался в 1997 году в результате объединения сберегательных и сельскохозяйственных кооперативных банков. Первый сберегательный банк в Швеции начал работу в 1820 году в Гётеборге. В 1992 в результате слияния 11-ти региональных сберегательных банков был сформирован Sparbanken Sverige. В 1995 году этот банк был зарегистрирован на Стокгольмской фондовой бирже.
В 1991 году слиянием 12-ти региональных сельскохозяйственных кооперативных был сформирован Föreningsbanken. В 1997 году он объединился с Sparbanken Sverige под объединённым названием FöreningsSparbanken (сокращенно FSB).
В 2005 году FSB приобрел 100 % акций Hansabank. В 2006 году на общем собрании акционеров было принято решение переименовать банк в Swedbank.
29 марта 2019 года советом директоров банка была отправлена в отставку Биргитте Боннесен. Это произошло на фоне расследования об отмывании денег в банковской структуре.

## Собственники и руководство
Крупнейшие акционеры по состоянию на 2020 год:
- Sparbanks-Gruppen (11,04 %)
- Folksam (7,03 %)
- Norges Bank (4,96 %)
- AMF Pension & Funds (4,64 %)
- Alecta Pension Insurance (4,56 %)
- Swedbank Robur Fonder (4,05 %)
- BlackRock (3,64 %)

Пост независимого председателя совета директоров с 2019 года занимает Горан Перссон (Göran Persson, род. в 1949 году), член совета директоров с 2015 года; в прошлом был премьер-министром и министром финансов Швеции. Посты президента и генерального директора с 1 октября 2019 года занимает Йенс Хенрикссон (Jens Henriksson, род. в 1967 году).

## Деятельность
Сеть банка насчитывает 159 отделений в Швеции и 82 в странах Балтии. Сведбанк занимает около 20 % банковского рынка Швеции, более 40 % в Эстонии, треть рынков Латвии и Литвы. Из 46 млрд шведских крон выручки в 2020 году 27 млрд составил чистый процентный доход, 13 млрд пришлось на комиссионный доход; 26 млрд составила выручка в Швеции, 9 млрд — в странах Балтии, 8 млрд принесло обслуживание корпораций и финансовых институтов. Из 2,59 трлн крон активов 1,68 трлн составляют выданные кредиты (из них 935 млрд ипотечные); из пассивов 1,15 трлн составляют принятые депозиты, 733 млрд выпущенные ценные бумаги.

### Группа Хансабанк

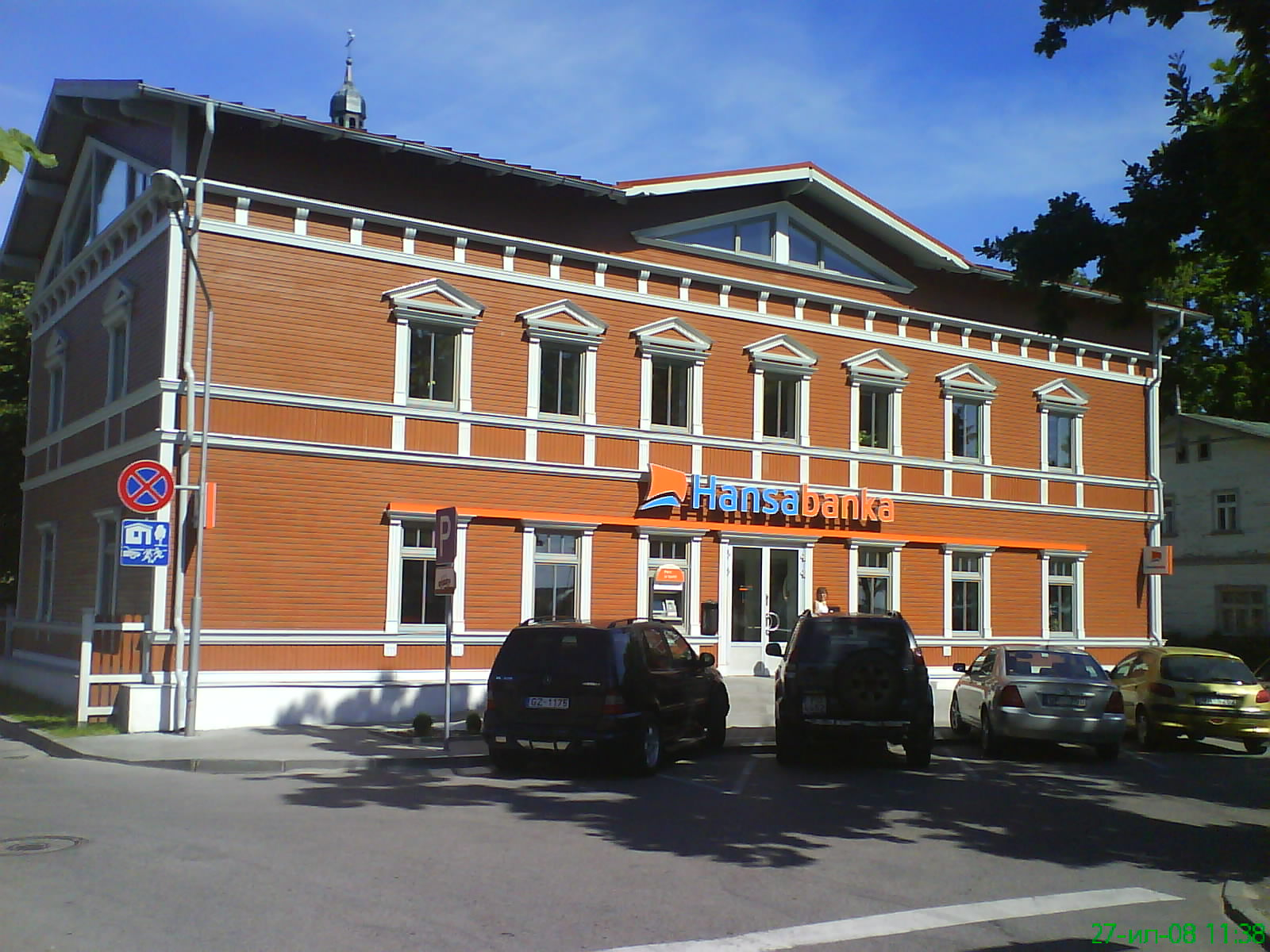
Отделение Хансабанка в Юрмале, Латвия (закрыто с февраля 2019 года)

Хансабанк (англ. Hansabank) — эстонский банк. С 2005 года дочерняя финансовая группа Сведбанка, работавшая на рынках стран Балтии и России. C 2006 года носит название Swedbank Group of Europe.
Состав группы:
- Swedbank AS, Эстония
- AS Swedbanka, Латвия.
- AB Swedbank, Литва.
- ООО «Сведбанк Лизинг Групп» (англ. «Swedbank Leasing» Ltd,)
- ООО «Сведбанк Лизинг Калининград» (англ. «Swedbank Leasing Kaliningrad» Ltd), Россия (С 2009 входит в состав ООО «Сведбанк Лизинг Групп»)
- AS «Swedbank Leasing Russia», Россия
- Swedbank Liising Eesti AS, Эстония

По состоянию на 31 декабря 2007 года суммарные активы группы составляли 25,8262 млрд евро. Оборот Хансабанк составлял 6 млрд евро в год. К осени 2009 все отделения Сведбанка перестали использовать марку «Хансабанк» и перешли под единый бренд.

#### Латвия
7 мая 2011 года Swedbank, имеющий депозиты в Латвии на сумму 2,7 млрд евро (3,2 млрд долларов), в связи с информацией, появившимися в сети, о якобы юридических сложностях и проблемах с ликвидностью банка в Эстонии и Швеции, понёс убытки в размере 10 млн евро (19,2 млн долларов) (по другим данным — 30 млн евро), снятых клиентами в течение 1-2 дней из банкоматов.
Глава латвийского отделения банка Марис Мацинскис, комментируя по коммерческому телеканалу LNT имевшую место панику заявил, что данный инцидент не повлияет на дальнейшую работу банка. Полиция Латвии проводит проверку по выявлению источников ложных слухов.

### Украина
Деятельность на Украине началась в 2007 году путём приобретения ТАС-Коммерцбанк («ТАС»). Начиная с 1 октября 2011 года Сведбанк изменил политику работы и перешел на обслуживание только юридических лиц. Также проводится сокращение персонала и количества отделений. В 2013 году банк ушел с рынка Украины.